# 竹聯幫雷堂
雷堂，是台灣廣域性黑社會組織竹聯幫的直系堂口，主要活動於台北市中山區新北市區、信義區等，並擴及新北市、桃園、中壢、苗栗等地。

## 歷史
1984年前後，竹聯幫著手將組織擴展企業化，雷堂為當時成立的分堂之一，由「鍾哥」鍾萬明擔任創堂堂主。雷堂主要以暴力討債、綁架、夜店圍事、收取保護費、高利貸為主要活動資金來源。鍾萬明後來交接給金國陪，再來才交接給傅景雷。1990年代，由副堂主涂讓麟接任堂主。
1997年，中華民國內政部實行「治平專案」全國大掃黑，雷堂堂主涂讓麟為防政府監控，宣佈解散雷堂。2000人年中期，堂內掌法何光明退居幕後，鮮少再出來活動，堂主權位傳給「石頭」。
2004年年初，內政部警政署展開「雷霆三十號」掃黑行動，逮捕了因非法替成龍電影《免死金牌》圍事、在其電影上映時以砸攤等暴力「掃蕩」該部電影盜版光碟的雷堂大老傅強及會長謝家琪。台北地檢署查出是謝家琪等人受自稱王羽的人士委託所為，並將傅強、謝家琪等五人被依違反《組織犯罪防制條例》起訴。同次專案被逮捕的還有雲林縣雷堂雷雲會會長「太保」吳新寶，因在台北縣一家餐廳喝酒時與鄰桌的台北縣政府警察局蘆洲分局刑事組人員起衝突，事後又召集近百人包圍蘆洲分局叫囂；台北市政府警察局刑事警察大隊偵一隊查出帶頭滋事的吳新寶另涉及強佔法拍屋等恐嚇案，將其逮捕。
2007年11月，雷堂爆發中天電視總部槍擊案，由堂內掌法王勝民帶小弟攜長短槍械，二度前往中天電視總部大門開槍報復，引起媒體與警方關注。雷雲會會長柯國智外號鬼見愁，在柯國智的帶領下，雷堂一度被視為戰鬥堂，實力不容小堪！
2008年1月10日，台北市政府警察局中山分局深夜執行「閃電打雷專案」，出動130餘名精銳警力，分持衝鋒槍、突擊步槍等重型兵器，針對竹聯幫雷堂在臺北縣、臺北市等地之各堂口28路據點攻堅搜索，趁著雷堂舉辦尾牙之際，一舉逮捕包括雷堂掌法何光明、堂主張華茂、前堂主涂讓麟及在陳啟禮告別式上扶棺的竹聯幫中生代大老傅強與多名重量級大哥，也逮捕涉及多起槍擊案的許泊富、陳涵祥、謝家琪三名會長和一百八十餘名幫眾，同時起獲包括烏茲衝鋒槍、捷克製CZ 75手槍、斯特姆–儒格(Sturm Ruger)左輪手槍等五把長短槍械。全案偵訊後，依《組織犯罪防制條例》、殺人、重傷害、恐嚇取財、殺人未遂、妨害自由、毒品、重利及毀損等罪嫌起訴。
2009年10月24日，台北市知名夜店primo的股東被10多名男子痛毆，頭、臉縫了30幾針。家屬指出，竹聯幫大哥的妻子訂不到包廂而找人動手；但事後一名動手男子出面表示，因不滿服務態度才打人。被指涉案的大嫂否認到過primo，被害人不願提告。primo其他股東則說，2個多月前集資新臺幣2千多萬元買下竹聯手中的6成股份，但還有一些問題沒解決，「對方可能心有不甘，藉機鬧事、打人。」
2012年1月，台北市南京東路上的波斯餐廳「波斯天堂」遭竹聯幫雷堂份子霸桌恐嚇，台北地檢署認定這樣的行為已經相當明顯妨害其他客人用餐權利，依強制罪起訴竹聯幫雷堂大哥林康平等25人。
2012年11月23日，桃園縣揚昇高爾夫球場小開許浚緯被竹聯幫雷堂大哥「猴子」侯光耀領著十幾個兄弟「克難飯」（黑話，「圍毆」之意），打到顱內及胸部嚴重內出血，送到醫院時已嚴重昏迷。台北市政府警察局信義分局和台北市刑大組成專案小組，在案發四天後逮捕帶頭的侯光耀及另十二名同夥。
2013年6月7日，雷堂堂主林廷浩
自稱
和的之國漢(蕭左) 侯敏俊(仔，) 子，麻糬，因組織犯罪及暴力討債台北松山嫌，被新店分局成立專案小組逮捕，並裁定收押禁見

## 歷任堂主
- 初任：鍾萬明（綽號鍾哥）
- 二任：彭鍾明（綽號明哥）
- 三任：傅景雷（綽號雷哥）
- 四任：讓麟（1955/10/24-2018/01/22(16:16)）(已故；享壽64歲）[8]
- 五任：張華茂（ 籍，綽號石頭)
- 六任：林廷浩（綽號雷霆)
- 七任(現任）許泊富（綽號阿富）